# Ciclismo ai Giochi della XXVI Olimpiade - Velocità femminile
Le gare di velocità femminile dei Giochi della XXVI Olimpiade si disputarono dal 24 al 27 luglio 1996 al Velodromo Stone Mountain a Stone Mountain, negli Stati Uniti. La competizione vide la partecipazione di 14 cicliste provenienti da altrettante nazioni.
La medaglia d'oro fu vinta dalla francese Félicia Ballanger, mentre l'argento e il bronzo andarono rispettivamente all'australiana Michelle Ferris e all'olandese Ingrid Haringa.

## Programma
Tutti gli orari sono UTC-4.
| Data           | Ora (UTC-4) | Turno            |
| -------------- | ----------- | ---------------- |
| 24 luglio 1996 | 13:00       | Qualificazioni   |
| 25 luglio 1996 | 11:40       | Ottavi di finale |
| 26 luglio 1996 | 11:20       | Quarti di finale |
| 26 luglio 1996 | 13:40       | Semifinali       |
| 27 luglio 1996 | 12:15       | Finali           |

## Record
Prima della competizione il record del mondo e il record olimpico erano i seguenti:
| Record mondiale | 9"865  | Ol'ga Sljusareva | 25 aprile 1993 Mosca, Russia      |
| Record olimpico | 11"419 | Ingrid Haringa   | 28 luglio 1992 Barcellona, Spagna |

## Regolamento
La competizione della velocità si apre in genere con un turno di qualificazione individuale sulla distanza cronometrata dei 200 metri con partenza lanciata. Poi inizia il "torneo di velocità", in cui i ciclisti si sfidano a coppie, abbinati per tempo di qualificazione (il primo con l'ultimo, il secondo con il penultimo, e così via), su una distanza di tre giri di pista. In ogni turno si qualifica alla fase successiva il corridore che, nella sfida al meglio delle tre manche, ne vince due.
La competizione si svolge in più turni:
- Qualificazioni: Nelle qualificazioni le cicliste scendono in pista a due a due per stabilire, analogamente ad una comune gara a cronometro, il loro tempo di qualifica.
- Ottavi di finale: 12 cicliste in 6 batterie, dove le vincenti avanzano ai quarti di finale mentre le perdenti vanno al ripescaggio.
- Ripescaggio prevede 2 batterie da 3 ciclisti ciascuna; i vincitori accedono ai quarti di finale mentre tutti gli altri vengono eliminati
- Quarti di finale: I quarti di finale si disputano al meglio delle due manche su tre; gli 8 ciclisti sono accoppiati in 4 quarti di finale. Il vincitore di due gare in ogni quarto di finale va alle semifinali, mentre il perdente disputa la finale a quattro per il quinto posto.
- Semifinale e finali: i vincitori delle due manche delle semifinali accedono alla finale per il primo posto, i perdenti disputano la finale per il bronzo.

## Risultati

### Round di qualificazione
| Posizione | Atleta                  | Nazione       | Tempo  | Note |
| --------- | ----------------------- | ------------- | ------ | ---- |
| 1         | Michelle Ferris         | Australia     | 11.212 | Q    |
| 2         | Félicia Ballanger       | Francia       | 11.277 | Q    |
| 3         | Oxana Grichina          | Russia        | 11.298 | Q    |
| 4         | Ingrid Haringa          | Paesi Bassi   | 11.456 | Q    |
| 5         | Wang Yan                | Cina          | 11.519 | Q    |
| 6         | Annett Neumann          | Germania      | 11.536 | Q    |
| 7         | Connie Paraskevin-Young | Stati Uniti   | 11.545 | Q    |
| 8         | Tanya Dubnicoff         | Canada        | 11.566 | Q    |
| 9         | Erika Salumäe           | Estonia       | 11.566 | Q    |
| 10        | Daniela Larreal         | Venezuela     | 11.878 | Q    |
| 11        | Mira Kasslin            | Finlandia     | 11.924 | Q    |
| 12        | Donna Wynd              | Nuova Zelanda | 11.961 | Q    |
| 13        | Rita Razmaitė           | Lituania      | 11.971 |      |
| 14        | Nancy Contreras         | Messico       | 11.992 |      |

### Ottavi di finale
Le vincitrici di ogni batteria si qualificano per i quarti, le perdenti vanno ai ripescaggi.
| Batteria | Posizione | Atleta                  | Nazione       | Gap    | Note |
| -------- | --------- | ----------------------- | ------------- | ------ | ---- |
| 1        | 1         | Michelle Ferris         | Australia     | 11.932 | Q    |
| 1        | 2         | Donna Wynd              | Nuova Zelanda |        | R    |
| 2        | 1         | Félicia Ballanger       | Francia       | 11.901 | Q    |
| 2        | 2         | Mira Kasslin            | Finlandia     |        | R    |
| 3        | 1         | Oxana Grichina          | Russia        | 12.209 | Q    |
| 3        | 2         | Daniela Larreal         | Venezuela     |        | R    |
| 4        | 1         | Ingrid Haringa          | Paesi Bassi   | 12.164 | Q    |
| 4        | 2         | Erika Salumäe           | Estonia       |        | R    |
| 5        | 1         | Tanya Dubnicoff         | Canada        | 12.002 | Q    |
| 5        | 2         | Wang Yan                | Cina          |        | R    |
| 6        | 1         | Annett Neumann          | Germania      | 11.008 | Q    |
| 6        | 2         | Connie Paraskevin-Young | Stati Uniti   |        | R    |

### Ripescaggi ottavi
Le vincitrici di ogni batteria si qualificano per i quarti.
| Batteria | Posizione | Atleta                  | Nazione       | Gap    | Note |
| -------- | --------- | ----------------------- | ------------- | ------ | ---- |
| 1        | 1         | Erika Salumäe           | Estonia       | 12.018 | Q    |
| 1        | 2         | Connie Paraskevin-Young | Stati Uniti   |        |      |
| 1        | 3         | Donna Wynd              | Nuova Zelanda |        |      |
| 2        | 1         | Wang Yan                | Cina          | 12.067 | Q    |
| 2        | 2         | Daniela Larreal         | Venezuela     |        |      |
| 2        | 3         | Mira Kasslin            | Finlandia     |        |      |

### Quarti di finale
Le vincitrici di ogni batteria si qualificano per le semifinali.
| Batteria | Posizione | Atleta            | Nazione     | Gara 1 | Gara 2 | Gara 3 | Note |
| -------- | --------- | ----------------- | ----------- | ------ | ------ | ------ | ---- |
| 1        | 1         | Michelle Ferris   | Australia   | 11.825 | 11.932 |        | Q    |
| 1        | 2         | Wang Yan          | Cina        |        |        |        |      |
| 2        | 1         | Félicia Ballanger | Francia     | 11.831 | 12.082 |        | Q    |
| 2        | 2         | Erika Salumäe     | Estonia     |        |        |        |      |
| 3        | 1         | Annett Neumann    | Germania    |        | 11.864 | 12.060 | Q    |
| 3        | 2         | Oxana Grichina    | Russia      | 12.119 |        |        |      |
| 4        | 1         | Ingrid Haringa    | Paesi Bassi |        |        | 12.049 | Q    |
| 4        | 2         | Tanya Dubnicoff   | Canada      | 12.020 | DSQ    |        |      |

### Semifinali
I vincitori di ogni batteria si qualificano alla finale per l'oro, gli altri si qualificano alla finale per il bronzo.
| Batteria | Posizione | Atleta            | Nazione     | Gara 1 | Gara 2 | Gara 3 | Note |
| -------- | --------- | ----------------- | ----------- | ------ | ------ | ------ | ---- |
| 1        | 1         | Michelle Ferris   | Australia   | 12.080 | 12.076 |        | Q    |
| 1        | 2         | Ingrid Haringa    | Paesi Bassi |        |        |        |      |
| 2        | 1         | Félicia Ballanger | Francia     | 12.022 | 12.046 |        | Q    |
| 2        | 2         | Annett Neumann    | Germania    |        |        |        |      |

### Finali
| Posizione            | Atleta            | Nazione     | Gara 1 | Gara 2 | Gara 3 |
| -------------------- | ----------------- | ----------- | ------ | ------ | ------ |
| Finale per l'oro     |                   |             |        |        |        |
|                      | Félicia Ballanger | Francia     | 11.903 | 12.096 |        |
|                      | Michelle Ferris   | Australia   |        |        |        |
| Finale per il bronzo |                   |             |        |        |        |
|                      | Ingrid Haringa    | Paesi Bassi |        | 12.074 | 11.782 |
| 4                    | Annett Neumann    | Germania    | 12.260 |        |        |

| Posizione | Atleta          | Nazione | Tempo  | Note |
| --------- | --------------- | ------- | ------ | ---- |
| 5         | Oxana Grichina  | Russia  | 12.416 |      |
| 6         | Erika Salumäe   | Estonia |        |      |
| 7         | Wang Yan        | Cina    |        |      |
| 8         | Tanya Dubnicoff | Canada  |        |      |